# Belal Muhammad
Belal Muhammad (Chicago, Illinois, 9 de julio de 1988) es un artista marcial mixto estadounidense de ascendencia palestina, que compite en la división de peso wélter de Ultimate Fighting Championship. Ha sido campeón mundial de la división peso welter en UFC en una ocasión, y desde el 24 de junio de 2025 se encuentra en la posición #12 del ranking libra por libra y el primero en peso wélter de la UFC.

## Biografía
Nació y creció en Chicago, Illinois, de padres palestinos. Tiene cuatro hermanos. Practicó la lucha libre en el instituto, Escuela Secundaria Bogan, y asistió a la Universidad de Illinois en Urbana-Champaign, pero no terminó la carrera. Es musulmán.

## Carrera en las artes marciales mixtas

### Inicios
Poco después de una victoria por TKO sobre Steve Carl para ganar el Campeonato de Peso Wélter de Titan Fighting Championships, y empujar su récord a 9-0, firmó con Ultimate Fighting Championship en 2016.

### Ultimate Fighting Championship
Debutó en la UFC contra Alan Jouban el 7 de julio de 2016 en UFC Fight Night: dos Anjos vs. Alvarez. Perdió el combate por decisión unánime. Este combate le valió el premio a la Pelea de la Noche.
Se enfrentó a Augusto Montaño el 17 de septiembre de 2016 en UFC Fight Night: Poirier vs. Johnson. Ganó el combate por TKO en el tercer asalto.
Se esperaba que se enfrentara a Lyman Good el 12 de noviembre de 2016 en UFC 205. Sin embargo, el 24 de octubre, Good fue retirado de la cartelera después de ser notificado por la USADA de una posible violación de antidopaje derivada de una muestra de prueba de drogas fuera de la competición recogida diez días antes. Good fue sustituido por Vicente Luque. Perdió el combate por KO en el primer asalto.
Se enfrentó a Randy Brown el 11 de febrero de 2017 en UFC 208. Ganó el combate por decisión unánime.
Se enfrentó a Jordan Mein el 8 de julio de 2017 en el UFC 213. Ganó el combate por decisión unánime.
Se esperaba que se enfrentara a Jesse Taylor el 19 de noviembre de 2017 en UFC Fight Night: Werdum vs. Tybura. Sin embargo, el 13 de septiembre, se anunció que Taylor fue retirado de la cartelera después de ser notificado por la USADA de una posible violación de dopaje derivada de una prueba de drogas fuera de la competencia realizada el 22 de agosto. Taylor fue sustituido por Tim Means. Ganó el combate por decisión dividida.
Se esperaba que se enfrentara a Niko Price el 1 de junio de 2018 en UFC Fight Night: Rivera vs. Moraes. Sin embargo, Price fue retirado del combate el 22 de mayo por razones no reveladas y sustituido por el recién llegado a la promoción Chance Rencountre. Ganó el combate por decisión unánime.
Se esperaba que se enfrentara a Elizeu Zaleski dos Santos el 22 de septiembre de 2018 en UFC Fight Night: Santos vs. Anders. Sin embargo, el 14 de septiembre de 2018 fue retirado del combate y fue sustituido por Luigi Vendramini.
Se enfrentó a Geoff Neal el 19 de enero de 2019 en UFC Fight Night: Cejudo vs. Dillashaw. Perdió el combate por decisión unánime.
Se enfrentó a Curtis Millender el 13 de abril de 2019 en UFC 236. Ganó el combate por decisión unánime.
Se enfrentó a Takashi Sato el 7 de septiembre de 2019 en UFC 242. Ganó el combate por sumisión en el tercer asalto. Esta victoria le valió el premio a la Actuación de la Noche.
Se esperaba que se enfrentara a Lyman Good el 18 de abril de 2020 en UFC 249. Sin embargo, el 4 de abril, Good se retiró debido a la pandemia de COVID-19. El combate se volvió a reservar y finalmente tuvo lugar el 20 de junio de 2020 en UFC on ESPN: Blaydes vs. Volkov. Ganó el combate por decisión unánime.
Se esperaba que se enfrentara a Sean Brady el 19 de diciembre de 2020 en UFC Fight Night: Thompson vs. Neal. Sin embargo, a finales de octubre, Brady se rompió la nariz y tuvo que retirarse de su combate, y fue sustituido por Dhiego Lima. Posteriormente, fue diagnosticado con COVID-19 durante la semana previa al evento y el combate fue descartado de la cartelera y el combate fue reprogramado para el 13 de febrero de 2021 en UFC 258. Ganó el combate por decisión unánime.
Se enfrentó a Leon Edwards el 13 de marzo de 2021 en UFC Fight Night: Edwards vs. Muhammad. Durante el segundo asalto, Edwards golpeó accidentalmente a Muhammad en el ojo, lo que le impidió continuar. El combate fue declarado Sin Resultado.
Se enfrentó a Demian Maia el 12 de junio de 2021 en UFC 263. Ganó el combate por decisión unánime.
Se enfrentó a Stephen Thompson el 18 de diciembre de 2021 en UFC Fight Night: Lewis vs. Daukaus. Ganó el combate por decisión unánime.
Se enfrentó a Vicente Luque el 16 de abril de 2022 en UFC on ESPN: Luque vs. Muhammad 2. Ganó el combate por decisión unánime.
Se enfrentó a Sean Brady el 22 de octubre de 2022 en UFC 280. Ganó el combate por TKO en el segundo asalto. Khabib Nurmagomedov fue uno de sus esquineros para este combate. Esta victoria le valió el premio a la Actuación de la Noche.
Muhammad enfrentó a Gilbert Burns el 6 de mayo de 2023 en UFC 288. Muhammad ganó la pelea por decisión unánime.
En una revancha, Muhammad Se enfrentó a Leon Edwards por el Campeonato de Peso Wélter de UFC el 27 de julio de 2024 en el evento principal de UFC 304.  Muhammad ganó la pelea por decisión unánime. Consiguiendo de esa manera el Campeonato de Peso Wélter de UFC.  

## Vida personal
Es un abierto partidario de Palestina. Muestra la bandera palestina durante su entrada en el octógono y después de los combates. Ha denunciado los ataques israelíes en la Franja de Gaza, mostrando su apoyo a los palestinos y condenando al mismo tiempo cualquier respuesta antisemita de los manifestantes. El 1 de junio de 2020, los negocios de su padre y sus primos en Chicago fueron saqueados y destruidos como resultado de los disturbios de George Floyd. El 28 de julio de 2021 realizó el primer lanzamiento ceremonial de los Chicago Cubs.

## Campeonatos y logros
- Ultimate Fighting Championship
  - Campeonato de Peso Wélter de UFC (Una vez, actual)
  - Actuación de la Noche (dos veces) vs. Takashi Sato y Sean Brady[39][62]
  - Pelea de la Noche (una vez) vs. Alan Jouban[13]
  - Cuarto porcentaje de victorias por decisión (10 victorias por decisión/12 victorias - 83.3%)
  - Empatado con la mayor cantidad de victorias por decisión unánime en la historia de la UFC (11)
- Titan Fighting Championship
  - Campeonato de Peso Wélter de Titan FC (una vez)
- MMAjunkie.com
  - Pelea del mes de enero de 2019 vs. Geoff Neal[70]

## Récord en artes marciales mixtas
| Récord profesional | Récord profesional | Récord profesional |
| 28 peleas          | 24 victorias       | 3 derrotas         |
| ------------------ | ------------------ | ------------------ |
| Nocaut             | 5                  | 1                  |
| Sumisión           | 1                  | 0                  |
| Decisión           | 18                 | 3                  |
| Sin resultado      | 1                  | 1                  |

| Resultado     | Récord   | Oponente             | Método                                     | Evento                                 | Fecha                    | Asalto | Tiempo | Localización           | Notas                                                                 |
| ------------- | -------- | -------------------- | ------------------------------------------ | -------------------------------------- | ------------------------ | ------ | ------ | ---------------------- | --------------------------------------------------------------------- |
| Derrota       | 24-4 (1) | Jack Della Maddalena | Decisión (unánime)                         | UFC 315                                | 10 de mayo de 2025       | 5      | 5:00   | Montreal               | Perdió el Campeonato de Peso Wélter de UFC.                           |
| Victoria      | 24–3 (1) | Leon Edwards         | Decisión (unánime)                         | UFC 304                                | 27 de julio de 2024      | 5      | 5:00   | Manchester             | Ganó el Campeonato de Peso Wélter de UFC                              |
| Victoria      | 23–3 (1) | Gilbert Burns        | Decisión (unánime)                         | UFC 288                                | 6 de mayo de 2023        | 5      | 5:00   | Newark, Nueva Jersey   |                                                                       |
| Victoria      | 22–3 (1) | Sean Brady           | TKO (puñetazos)                            | UFC 280                                | 22 de octubre de 2022    | 2      | 4:47   | Abu Dhabi              | Actuación de la Noche.                                                |
| Victoria      | 21–3 (1) | Vicente Luque        | Decisión (unánime)                         | UFC on ESPN: Luque vs. Muhammad 2      | 16 de abril de 2022      | 5      | 5:00   | Las Vegas, Nevada      |                                                                       |
| Victoria      | 20–3 (1) | Stephen Thompson     | Decisión (unánime)                         | UFC Fight Night: Lewis vs. Daukaus     | 18 de diciembre de 2021  | 3      | 5:00   | Las Vegas, Nevada      |                                                                       |
| Victoria      | 19–3 (1) | Demian Maia          | Decisión (unánime)                         | UFC 263                                | 12 de junio de 2021      | 3      | 5:00   | Glendale, Arizona      |                                                                       |
| Sin resultado | 18–3 (1) | Leon Edwards         | Sin resultado (golpe accidental en el ojo) | UFC Fight Night: Edwards vs. Muhammad  | 13 de marzo de 2021      | 2      | 0:18   | Las Vegas, Nevada      | Un golpe accidental en el ojo hizo que Muhammad no pudiera continuar. |
| Victoria      | 18–3     | Dhiego Lima          | Decisión (unánime)                         | UFC 258                                | 13 de febrero de 2021    | 3      | 5:00   | Las Vegas, Nevada      |                                                                       |
| Victoria      | 17–3     | Lyman Good           | Decisión (unánime)                         | UFC on ESPN: Blaydes vs. Volkov        | 20 de junio de 2020      | 3      | 5:00   | Las Vegas, Nevada      |                                                                       |
| Victoria      | 16–3     | Takashi Sato         | Sumisión (estrangulamiento por detrás)     | UFC 242                                | 7 de septiembre de 2019  | 3      | 1:55   | Abu Dhabi              | Actuación de la Noche.                                                |
| Victoria      | 15–3     | Curtis Millender     | Decisión (unánime)                         | UFC 236                                | 13 de abril de 2019      | 3      | 5:00   | Atlanta, Georgia       |                                                                       |
| Derrota       | 14–3     | Geoff Neal           | Decisión (unánime)                         | UFC Fight Night: Cejudo vs. Dillashaw  | 19 de enero de 2019      | 3      | 5:00   | Brooklyn, Nueva York   |                                                                       |
| Victoria      | 14–2     | Chance Rencountre    | Decisión (unánime)                         | UFC Fight Night: Rivera vs. Moraes     | 1 de junio de 2018       | 3      | 5:00   | Utica, Nueva York      |                                                                       |
| Victoria      | 13–2     | Tim Means            | Decisión (dividida)                        | UFC Fight Night: Werdum vs. Tybura     | 19 de noviembre de 2017  | 3      | 5:00   | Sídney                 |                                                                       |
| Victoria      | 12–2     | Jordan Mein          | Decisión (unánime)                         | UFC 213                                | 8 de julio de 2017       | 3      | 5:00   | Las Vegas, Nevada      |                                                                       |
| Victoria      | 11–2     | Randy Brown          | Decisión (unánime)                         | UFC 208                                | 11 de febrero de 2017    | 3      | 5:00   | Brooklyn, Nueva York   |                                                                       |
| Derrota       | 10–2     | Vicente Luque        | KO (puñetazos)                             | UFC 205                                | 12 de noviembre de 2016  | 1      | 1:19   | Nueva York             |                                                                       |
| Victoria      | 10–1     | Augusto Montaño      | TKO (puñetazos)                            | UFC Fight Night: Poirier vs. Johnson   | 17 de septiembre de 2016 | 3      | 4:19   | Hidalgo, Texas         |                                                                       |
| Derrota       | 9–1      | Alan Jouban          | Decisión (unánime)                         | UFC Fight Night: dos Anjos vs. Alvarez | 7 de julio de 2016       | 3      | 5:00   | Las Vegas, Nevada      | Pelea de la Noche.                                                    |
| Victoria      | 9–0      | Steve Carl           | TKO (puñetazos)                            | Titan FC 38                            | 30 de abril de 2016      | 4      | 4:07   | Miami, Florida         | Ganó el Campeonato de Peso Wélter de Titan FC.                        |
| Victoria      | 8–0      | Zane Kamaka          | Decisión (unánime)                         | Titan FC 35                            | 19 de septiembre de 2015 | 3      | 5:00   | Ridgefield, Washington |                                                                       |
| Victoria      | 7–0      | Keith Johnson        | Decisión (unánime)                         | Titan FC 33                            | 20 de marzo de 2015      | 3      | 5:00   | Mobile, Alabama        | Combate de peso acordado (174 libras); Johnson no alcanzó el peso.    |
| Victoria      | 6–0      | Chris Curtis         | Decisión (unánime)                         | Hoosier Fight Club 21                  | 13 de septiembre de 2014 | 3      | 5:00   | Valparaíso, Indiana    |                                                                       |
| Victoria      | 5–0      | A.J. Matthews        | Decisión (unánime)                         | Bellator 112                           | 14 de marzo de 2014      | 3      | 5:00   | Hammond, Indiana       |                                                                       |
| Victoria      | 4–0      | Garrett Gross        | Decisión (unánime)                         | Hoosier Fight Club 18                  | 9 de noviembre de 2013   | 3      | 5:00   | Valparaíso, Indiana    |                                                                       |
| Victoria      | 3–0      | Jimmy Fritz          | TKO (puñetazos)                            | Hoosier Fight Club 15                  | 6 de abril de 2013       | 2      | 2:19   | Valparaíso, Indiana    |                                                                       |
| Victoria      | 2–0      | Quinton McCottrell   | Decisión (unánime)                         | Bellator 84                            | 14 de diciembre de 2012  | 3      | 5:00   | Hammond, Indiana       |                                                                       |
| Victoria      | 1–0      | Justin Brock         | TKO (puñetazos)                            | Hoosier Fight Club 12                  | 18 de agosto de 2012     | 1      | 2:12   | Valparaíso, Indiana    | Debut en el peso wélter.                                              |